# Бєглова Садия Арифівна
Садия Арифівна Бєглова, в шлюбі Аітова (тат. Садыя Ариф кызы Беглова, 15 серпня 1923, Великий Студенець, Шацький повіт, Рязанська губернія, РРФСР, СРСР — 10 жовтня 1992, Казань, Республіка Татарстан, Російська Федерація) — радянська татарська юристка, голова Верховного суду ТАРСР (1969—1985).

## Біографія
Садия Арифівна Бєглова народилася 15 серпня 1923 року в селі Великий Студенець Шацького повіту Рязанської губернії. За національністю — татарка, володіла російською і татарською мовами. З сім'ї службовців, батько працював головою татарського національного колгоспу «Нацмен, вперед!».
Закінчивши татарську школу, в роки німецько-радянської війни виїхала в Казань, де у вересні 1942 року вступила в Казанський державний університет ім. В. І. Леніна. Завершивши лише один семестр, в лютому 1943 року отримала пропозицію вступити на службу в органи держбезпеки, і до червня 1947 року працювала в НКВС — МДБ, зокрема в Москві, Баку, Казані; в наступні роки про цей факт своєї біографії не розповідала, невідомими залишилися її звання, утримання служби та коло повноважень.
Повернувшись до перерваного навчання, з вересня 1947 року по липень 1949 року була слухачкою Казанської юридичної школи. Надалі перебувала на партійно-господарській роботі. З січня 1950 року по березень 1951 року інструктором відділу партійних, профспілкових і комсомольських органів Бауманського районного комітету КПРС. З квітня 1951 року по січень 1954 року обіймала посаду заступника міністра юстиції Татарської АРСР.
У 1954 році закінчила казанську філію Всесоюзного юридичного заочного інституту. Також закінчила Вищу партійну школу при ЦК КПРС.
З січня 1954 року по грудень 1957 року знаходилася на посаді секретарки Альметьєвського міського комітету КПРС. З грудня 1957 року по листопад 1960 була інструкторкою, а потім заступницею завідувача відділу адміністративних і торгово-фінансових органів Татарського обласного комітету КПРС. З листопада 1960 року по березень 1965 року обіймала посаду першої секретарки Бауманського райкому КПРС, а з березня 1965 року по березень 1969 була заступницею голови виконкому Казанської міської ради. Працювала під керівництвом З. І. Муратова, С. Д. Ігнатьєва, Ф. А. Табеєва; останній відгукувався про неї як про «великого юриста». У 1961 році була делегаткою XXII з'їзду КПРС , в 1963—1985 роках — депутаткою Верховної ради ТАРСР .
З березня 1969 року по січень 1985 року перебувала на посаді голови Верховного суду ТАРСР . Пішла у відставку за власним бажанням, а 28 січня 1985 року вийшла на пенсію.
Садия Арифівна Бєглова померла 10 жовтня 1992 року в Казані.

## Особисте життя
У шлюбі — Аітова. Чоловік — Бєльге Аітов (1923—1987), кореспондент газет «Радянська Татарія» і «Радянська Росія», заслужений працівник культури РРФСР . Дівер — Наріман Аітов.

## Нагороди
- Медаль «За трудову доблесть» (1960 рік)[26] .
- Почесне звання «Заслужений юрист ТАРСР» (1985 рік)[2].